# دیوید فاستر
دیوید فاستر (انگلیسی: David Foster؛ زادهٔ ۱ نوامبر ۱۹۴۹) آهنگ‌ساز و ترانه‌سرا اهل کانادا است.
او برای فیلم‌های محافظ شخصی و آتش سنت المو موسیقی ساخته است.
فاستر ۴۷ بار برای دریافت جایزه گرمی نامزد شده که از آن میان ۱۶ بار برنده شده است. او در سال ۱۹۹۸ توانست برای آهنگِ «عبادت» در فیلمِ جستجو برای کملوت جایزهٔ گلدن گلوب بهترین موسیقی را از آنِ خود کند.